# Spinomantis elegans
Spinomantis elegans es una especie de anfibio anuro de la familia Mantellidae. Es endémica del sureste de Madagascar.
Su hábitat natural son zonas rocosas tanto cerca de bosques como por encima de la línea de árboles. Su rango altitudinal va de los 1350 a los 2500 metros. Se reproduce en arroyos. Habita zonas rocosas aisladas por lo que no sufre de grandes amenazas directas, aunque probablemente se vea afectado por fuegos y contaminación de las aguas.